# Калугарени (Горж)
Калугарени (рум. Călugăreni) насеље је у Румунији у округу Горж у општини Падеш. Oпштина се налази на надморској висини од 335 m.

## Становништво
Према подацима из 2002. године у насељу је живело 769 становника, од којих су сви румунске националности.